# Irish Book Awards
Gli Irish Book Awards sono una serie di riconoscimenti letterari assegnati annualmente ai migliori libri irlandesi.
Subentrati nel 2006 al Premio Hughes & Hughes bookstore's Irish Novel of the Year Prize, fino al 2017 sono stati sponsorizzati dalla Bord Gáis Energy.
Dal 2018 sono finanziati dal società postale pubblica An Post e l'emittente RTÉ trasmette la cerimonia di consegna dei premi.

## Albo d'oro

### 2000–2005 (Hughes & Hughes bookstore's Irish Novel of the Year Prize)
- 2000:
- 2001:
- 2002:
- 2003: That They May Face the Rising Sun di John McGahern
- 2004: Dancer di Colum McCann
- 2005: Havoc in its Third Year di Ronan Bennett

### 2006
- Romanzo: Il mare (The Sea) di John Banville
- Saggio: In the Dark Room di Brian Dillon
- Libro per ragazzi: The New Policeman di Kate Thompson

### 2007
- Romanzo: Winterwood di Patrick McCabe
- Saggio: Connemara: Listening to the Wind di Tim Robinson
- Libro per ragazzi – junior: The Incredible Book Eating Boy di Oliver Jeffers
- Libro per ragazzi – senior: Il bambino con il pigiama a righe (The Boy in the Striped Pyjamas) di John Boyne
- Miglior esordio: The Goddess Guide di Gisèle Scanlon
- Libro pubblicato in Irlanda:  Lifelines: New and Collected di Niall McMonagle
- Sport: Back from the Brink di Paul McGrath
- Scelta dell'ascoltatore: The Boy in the Striped Pyjamas di John Boyne
- Libro di narrativa popolare: Should Have Got Off at Sydney Parade  di Ross O'Carroll-Kelly

### 2008
- Romanzo: La veglia (The Gathering) di Anne Enright
- Saggio: Judging Dev di Diarmaid Ferriter
- Libro per ragazzi – junior: The Story of Ireland di Brendan O'Brien
- Libro per ragazzi – senior: Wilderness di Roddy Doyle
- Miglior esordio: With My Lazy Eye di Julia Kelly
- Libro pubblicato in Irlanda:  Judging Dev di Diarmaid Ferriter
- Sport:  Trevor Brennan: Heart and Soul di Trevor Brennan con Gerry Thornley
- Scelta dell'ascoltatore: Judging Dev di Diarmaid Ferriter
- Libro di narrativa popolare: Take A Look at Me Now di Anita Notaro
- Premio alla carriera: William Trevor

### 2009
- Romanzo: Il segreto (The Secret Scripture) di Sebastian Barry
- Saggio: Stepping Stones di Seamus Heaney e Dennis O'Driscoll
- Libro per ragazzi – junior: Before You Sleep di Benji Bennett
- Libro per ragazzi – senior: Skulduggery Pleasant: Playing With Fire di Derek Landy
- Miglior esordio: Confessions of a Fallen Angel di Ronan O'Brien
- Libro pubblicato in Irlanda:  The Parish di Alice Taylor
- Sport:  Ronan O'Gara, My Autobiography di Ronan O'Gara
- Scelta dell'ascoltatore: The Secret Scripture di Sebastian Barry
- Libro di narrativa popolare: This Charming Man di Marian Keyes
- Giallo: Blood Runs Cold di Alex Barclay
- Premio alla carriera: Edna O'Brien

### 2010
- Romanzo: Stanza, letto, armadio, specchio (Room) di Emma Donoghue
- Saggio: A Coward If I Return, a Hero If I Fall di Neil Richardson
- Libro per ragazzi – junior: On the Road with Mavis and Marge di Niamh Sharkey
- Libro per ragazzi – senior: Skulduggery Pleasant: Mortal Coil di Derek Landy
- Miglior esordio: JFK in Ireland di Ryan Tubridy
- Libro pubblicato in Irlanda: Good Mood Food di Donal Skehan
- Sport: A Football Man: My Autobiography di Johnny Giles
- Scelta dell'ascoltatore: Come What May: The Autobiography di Dónal Óg Cusack
- Libro di narrativa popolare: The Oh My God Delusion di Ross O'Carroll-Kelly
- Giallo: Dark Times in the City di Gene Kerrigan
- Premio alla carriera: Maeve Binchy

### 2011
- Romanzo: Mistaken di Neil Jordan
- Saggio: Easy Meals di Rachel Allen
- Libro per ragazzi – junior: The Lonely Beast di Chris Judge
- Libro per ragazzi – senior: The Real Rebecca di Anna Carey
- Miglior esordio: Solace di Belinda McKeon
- Libro pubblicato in Irlanda: Connemara: A Little Gaelic Kingdom di Tim Robinson
- Sport: Inside the Peloton di Nicolas Roche
- Scelta dell'ascoltatore: How to be a Woman di Caitlin Moran
- Libro di narrativa popolare: All For You di Sheila O'Flanagan
- Giallo: Bloodland di Alan Glynn
- Libreria irlandese dell'anno: Crannóg Bookshop, Cavan
- Premio alla carriera: Seamus Heaney

### 2012
- Romanzo: Ancient Light di John Banville
- Saggio: Country Girl di Edna O'Brien
- Libro per ragazzi – Junior: This Moose Belongs to Me di Oliver Jeffers
- Libro per ragazzi – Senior: Artemis Fowl - L'ultimo guardiano (Artemis Fowl and the Last Guardian) di Eoin Colfer
- Miglior esordio: The Spinning Heart di Donal Ryan
- Libro pubblicato in Irlanda: Atlas of the Great Irish Famine di John Crowley, William J. Smyth e Mike Murphy
- Sport: My Olympic Dream di Katie Taylor
- Scelta dell'ascoltatore: Just Mary: My Memoir di Mary O'Rourke
- Libro di narrativa popolare: A Week in Winter di Maeve Binchy
- Giallo: Broken Harbour di Tana French
- Cucina: Eat Like an Italian di Catherine Fulvio
- Libreria irlandese dell'anno: Bridge Street Books, Wicklow
- Premio alla carriera: Jennifer Johnston

### 2013
- Saggio: Staring at Lakes di Michael Harding
- Romanzo: La musica è cambiata (The Guts) di Roddy Doyle
- Premio alla carriera Bob Hughes: John Banville
- Scelta dell'ascoltatore John Murray Show: Staring at Lakes di Michael Harding
- Libro di narrativa popolare: Downturn Abbey di Ross O'Carroll-Kelly
- Miglior esordio: Niamh Boyce per The Herbalist
- Giallo: The Doll's House di Louise Phillips
- Libro pubblicato in Irlanda: A History of Ireland in 100 Objects di Fintan O'Toole
- Libro per ragazzi – Senior: Last Stand of Dead Men di Derek Landy
- Libro per ragazzi – Junior: When You Were Born di Benji Bennett
- Sport: Seven Deadly Sins di David Walsh
- Miglior racconto: The Things We Lose The Things We Leave Behind di Billy O'Callaghan
- Cucina: 30 Years of Ballymaloe di Darina Allen
- Libreria irlandese dell'anno: The Clifden Bookshop, Clifden

### 2014
- Saggio: The Life and Loves of a He Devil di Graham Norton
- Romanzo: Academy St di Mary Costello
- Premio alla carriera Bob Hughes: Paul Durcan
- Scelta dell'ascoltatore John Murray Show: It’s All in the Head di Majella O'Donnell
- Libro di narrativa popolare: The Year I Met You di Cecelia Ahern
- Miglior esordio: Only Ever Yours di Louise O'Neill
- Giallo: Unravelling Oliver di Liz Nugent
- Libro pubblicato in Irlanda: Dubliners 100 di Thomas Morris
- Libro per ragazzi – Senior: Moone Boy di Chris O'Dowd e Nick Vincent Murphy
- Libro per ragazzi – Junior: Shh! We Have a Plan di Chris Haughton
- Sport: The Test di Brian O'Driscoll
- Miglior racconto: Rest Day di John Boyne
- Cucina: The Nation’s Favourite Food Fast di Neven Maguire

### 2015
- Saggio popolare: Me and My Mate Jeffrey di Niall Breslin
- Cucina: The Virtuous Tart di Susan Jane White
- Libro per ragazzi – Senior: Asking For It di Louise O'Neill
- Libro per ragazzi – Junior: Imaginary Fred di Eoin Colfer e Oliver Jeffers
- Libro pubblicato in Irlanda: The Long Gaze Back: An Anthology of Irish Women Writers di Sinéad Gleeson
- Giallo: After the Fire di Jane Casey
- Scelta dell'ascoltatore: Irelandopedia di Fatti e John Burke
- Saggio: Children of the Rising di Joe Duffy
- Sport: Until Victory Always: A Memoir di Jim McGuinness
- Miglior esordio: Spill Simmer Falter Wither di Sara Baume
- Libro di narrativa popolare: The Way We Were di Sinead Moriarty
- Romanzo dell'anno Club del Libro: The Green Road di Anne Enright
- Racconto: A Slanting of the Sun di Donal Ryan
- Premio alla carriera Bob Hughes: J. P. Donleavy

### 2016
- Romanzo: Ossa di sole (Solar Bones) di Mike McCormack
- Libro pubblicato in Irlanda: The Glass Shore di Sinéad Gleeson
- Miglior esordio: Red Dirt di E. M. Reapy
- Saggio: I Read The News Today, Oh Boy di Paul Howard
- Scelta dell'ascoltatore: Lying In Wait di Liz Nugent
- Libro per ragazzi – Junior: Pigín of Howth di Kathleen Watkins
- Libro per ragazzi – Senior: Knights of the Borrowed Dark di Dave Rudden
- Cucina: The World of The Happy Pear di Stephen e David Flynn
- Libro di narrativa popolare: Holding di Graham Norton
- Saggio popolare: Making It Up As I Go Along di Marian Keyes
- Sport: The Battle di Paul O'Connell
- Giallo: The Trespasser di Tana French
- Miglior racconto: The Visit di Orla McAlinden
- Poesia: In Glasnevin di Jane Clarke

### 2017
- Libro pubblicato in Irlanda: Atlas of the Irish Revolution di John Crowley, Donál Ó Drisceoil, Mike Murphy e John Borgonovo
- Libro per ragazzi – Junior: A Sailor Went to Sea, Sea, Sea - Favourite Rhymes from an Irish Childhood di Sarah Webb illustrato da Steve Mc Carthy
- Libro per ragazzi – Senior: Stand by Me di Judi Curtin
- Libro per ragazzi – Young Adult: Tangleweed and Brine di Deirdre Sullivan illustrato da Karen Vaughan
- Romanzo: Midwinter Break di Bernard MacLaverty
- Libro di narrativa popolare: The Break di Marian Keyes
- Giallo: The Therapy House di Julie Parsons
- Miglior esordio: I Found my Tribe di Ruth Fitzmaurice
- Saggio: Wounds: A Memoir of War & Love di Fergal Keane
- Saggio popolare: Motherfoclóir di Darach Ó Séaghdha
- Cucina: Cook Well, Eat Well di Rory O’Connell
- Sport: The Choice di Philly McMahon e Niall Kelly
- Scelta dell'ascoltatore: he: A novel di John Connolly
- Poesia: Seven Sugar Cubes di Clodagh Beresford Dunne
- Miglior racconto: Back to Bones di Christine Dwyer Hickey

### 2018[6]
- Libro dell'anno irlandese An Post: Notes to Self di Emilie Pine
- Romanzo: Persone normali (Normal People) di Sally Rooney
- Saggio: People Like Me di Lynn Ruane
- Libro di narrativa popolare: The Importance of Being Aisling di Emer McLysaght e Sarah Breen
- Saggio popolare: The Cow Book di John Connell
- Miglior esordio: Notes to Self di Emilie Pine
- Giallo: Skin Deep di Liz Nugent
- Sport: Game Changer di Cora Staunton e Mary White
- Libro pubblicato in Irlanda: Lighthouses of Ireland di Roger O'Reilly
- Libro per ragazzi – Young Adult: The Weight of a Thousand Feathers di Brian Conaghan
- Libro per ragazzi – Senior: Blazing a Trail di Sarah Webb e Lauren O'Neill
- Libro per ragazzi – Junior: The President's Cat di Peter Donnelly
- Libro dell'anno in lingua irlandese: Tuatha De Denann di Diarmuid Johnson
- Cucina: Currabinny Cookbook di James Kavanagh e William Murray
- Scelta dell'ascoltatore The Ryan Tubridy Show: Skin Deep di Liz Nugent
- Poesia: Birthday di Brian Kirk
- Miglior racconto: How to Build a Space Rocket di Roisin O'Donnell

### 2019[7]
- Libro dell'anno irlandese An Post: Overcoming di Vicky Phelan e Naomi Linehan
- Romanzo: Shadowplay di Joseph O'Connor
- Saggio: Constellations di Sinéad Gleeson
- Libro di narrativa popolare: Once, Twice, Three Times an Aisling di Emer McLysaght e Sarah Breen
- Saggio popolare: Barefoot Pilgrimage di Andrea Corr
- Miglior esordio: When All is Said di Anne Griffin
- Giallo: Cruel Acts di Jane Casey
- Sport: Recovering di Richard Sadlier e Dion Fanning
- Libro pubblicato in Irlanda: Children of the Troubles di Joe Duffy e Freya McClements
- Libro per ragazzi – Young Adult: Other Words for Smoke di Sarah Maria Griffin
- Libro per ragazzi – Senior: Shooting for the Stars – My Journey to Become Ireland's First Astronaut di Norah Patten, illustrato da Jennifer Farley
- Libro per ragazzi – Junior: 123 Ireland! di Aoife Dooley
- Libro dell'anno in lingua irlandese: Tairngreacht di Prionsias Mac a'Bhaird
- Cucina: Cornucopia: The Green Cookbook di Tony Keogh, Aoife Carrigy, gli Chef di Cornucopia, Deirdre e Dairine McCafferty
- Scelta dell'ascoltatore The Ryan Tubridy Show: Overcoming di Vicky Phelan e Naomi Linehan
- Poesia: Salt Rain di Audrey Molloy
- Miglior racconto: Parrot di Nicole Flattery
- Premio all a carriera: Colm Tóibín

### 2020[8]
- Libro dell'anno irlandese An Post: Un fantasma in gola (A Ghost in the Throat) di Doireann Ní Ghríofa
- Romanzo: Strange Flowers di Donal Ryan
- Saggio: Un fantasma in gola (A Ghost in the Throat) di Doireann Ní Ghríofa
- Libro di narrativa popolare: Home Stretch di Graham Norton
- Saggio popolare: Never Mind the B#ll*cks, Here's the Science di Luke O'Neill
- Miglior esordio: Diary of a Young Naturalist di Dara McAnulty
- Giallo: After the Silence di Louise O'Neill
- Sport: Champagne Football di Mark Tighe & Paul Rowan
- Libro pubblicato in Irlanda: Old Ireland in Colour di John Breslin e Dr Sarah-Anne Buckley
- Libro per ragazzi – Young Adult: Savage Her Reply di Deirdre Sullivan illustrato da Karen Vaughan
- Libro per ragazzi – Senior: Break the Mould di Sinéad Burke illustrato da Natalie Byrne
- Libro per ragazzi – Junior: The Great Irish Farm Book di Darragh McCullough illustrato da Sally Caulwell
- Libro dell'anno in lingua irlandese: Cnámh di Eoghan Mac Giolla Bhríde
- Cucina: Neven Maguire's Midweek Meals in Minutes di Neven Maguire
- Scelta dell'ascoltatore The Ryan Tubridy Show: A Light That Never Goes Out di Keelin Shanley
- Poesia: In the Museum of Misremembered Things di Linda McKenna
- Miglior racconto: I Ate It All And I Really Thought I Wouldn't di Caoilinn Hughes

### 2021[9]
- Libro dell'anno irlandese An Post: Beautiful World, Where Are You di Sally Rooney
- Autore dell'anno: Marian Keyes
- Libro dell'anno in lingua irlandese: Madame Lazare di Tadgh Mac Dhonnagain
- Saggio: We Don’t Know Ourselves: A Personal History of Ireland Since 1958 di Fintan O'Toole
- Libro di narrativa popolare: Aisling and the City di Sarah Breen e Emer McLysaght
- Miglior esordio: Snowflake di Louise Nealon
- Giallo: 56 Days di Catherine Ryan Howard
- Sport: Fight Or Flight: My Life, My Choices di Keith Earls
- Libro pubblicato in Irlanda: The Coastal Atlas of Ireland di Val Cummins, Robert Devoy Barry Brunt, Darius Bartlett e Sarah Kandrot
- Libro per ragazzi – Young Adult: The New Girl di Sinead Moriarty
- Libro per ragazzi – Senior: The Summer I Robbed a Bank di David O’Doherty illustrato da Chris Judge
- Libro per ragazzi – Junior: A Hug for You di David King illustrato da Rhiannon Archard
- Libro dell'anno in lingua irlandese: Cnámh di Eoghan Mac Giolla Bhríde
- Cucina: Everyday Cook di Donal Skehan
- Biografia: Did Ye Hear Mammy Died? di Séamas O'Reilly
- Libro dell'anno "Lifestyle": Décor Galore di Laura De Barra
- Scelta dell'ascoltatore RTÉ: Your One Wild And Precious Life di Maureen Gaffney
- Poesia: Longboat at Portaferry di Siobhan Campbell
- Miglior racconto: Little Lives di Deirdre Sullivan
- Libreria irlandese dell'anno: Kennys Bookshop and Art Gallery, Galway
- Premio alla carriera: Sebastian Barry

### 2022[10]
- Libro dell'anno irlandese An Post:
- Autore dell'anno: John Boyne
- Romanzo: Certi sconfinamenti (Trespasses) di Louise Kennedy
- Libro dell'anno in lingua irlandese: EL di Thaddeus Ó Buachalla
- Saggio: E la quarta volta siamo annegati (My Fourth Time, We Drowned) di Sally Hayden
- Libro di narrativa popolare: Again, Rachel di Marian Keyes
- Miglior esordio: There’s Been a Little Incident di Alice Ryan
- Giallo: Breaking Point di Edel Coffey
- Sport: Kellie di Kellie Harrington e Roddy Doyle
- Libro pubblicato in Irlanda: An Irish Folklore Treasury di John Creedon
- Libro per ragazzi – Young Adult: Let’s Talk di Richie Sadlier
- Libro per ragazzi – Senior: Girls Who Slay Monsters di Ellen Ryan illustrato da Shona Shirley Macdonald
- Libro per ragazzi – Junior: Our Big Day di Bob Johnston illustrato da Michael Emberley
- Cucina: The Daly Dish: Bold Food Made Good di Gina Daly e Karol Daly
- Biografia: Time and Tide di Charlie Bird e Ray Burke
- Libro dell'anno "Lifestyle": An Irish Atlantic Rainforest: A Personal Journey into the Magic of Rewilding di Eoghan Daltun
- Poesia: Wedding Dress di Martina Dalton
- Miglior racconto: This Small Giddy Life di Nuala O’Connor
- Libreria irlandese dell'anno: Bridge Street Books, Wicklow
- Premio alla carriera: Anne Enright